# Camuy
Camuy  é uma municipalidade em Porto Rico localizada no Vale ode Quebradillas, margeado pelo Oceano Atlântico, ao norte de Lares; leste de Quebradillas; e oeste de Hatillo. Camuy está espalhada por 12 alas e Pueblo Camuy (o centro da cidade e o centro administrativo da cidade). A cidade comemora se aniversário de 200 anos em 2007.
Camuy faz parte da Área Metropolitana de San Juan-Caguas-Guaynabo.